# Aeroportul Härjedalen Sveg
Aeroportul Härjedalen Sveg (IATA: EVG, ICAO: ESND) este un aeroport din Comuna Härjedalen, Jämtlands län, Suedia ce deservește zona Sveg. Aeroportul a fost tranzitat în 2022 de 6.252 de pasageri.
Situat la o altitudine de 359 m, aeroportul dispune de 1 pistă. Este operat de Comuna Härjedalen.

## Infrastructură

### Piste
Aeroportul dispune de o singură pistă. Pista 09/27 are suprafața de Bitum și dimensiunile 1.702 m × 30 m. 